# Chiesa della Natività (Magadan)
La chiesa della Natività di Magadan è una chiesa, di rito cattolico, situata nella città di Magadan, nell'estremo oriente siberiano in Russia. La chiesa è a servizio della piccola comunità cattolica sopravvissuta ai campi di lavoro staliniani degli anni trenta e quaranta. La chiesa oggi è considerata un monumento in ricordo dei milioni di persone morte nei gulag sovietici.

## Storia
La chiesa è stata costruita recentemente, nel 1991, grazie all'aiuto dato alla piccola comunità cattolica russa dall'arcivescovo di Anchorage. Dopo aver trovato il terreno su cui edificare la chiesa ed il denaro necessario per erigerla, sono iniziati i lavori per la sua costruzione. La parte centrale è stata completata nel 2002.
A ricordo dei martiri caduti durante l'oppressione stalinista, è stata dipinta un'icona ed eretta una cappella dedicata ai Nuovi martiri di Russia e Martiri di Kolyma, il campo di lavoro presso il quale sorge attualmente la chiesa.